# Britische Ostindien-Kompanie

Die Flagge der englischen Ostindien-Kompanie 1600–1707

Flagge 1707–1801
Die Anzahl der Streifen variiert in historischen Darstellungen, die Form mit 13 Streifen kam erst nach der Gründung der Provinz Georgia 1732 auf.

Flagge 1801–1858

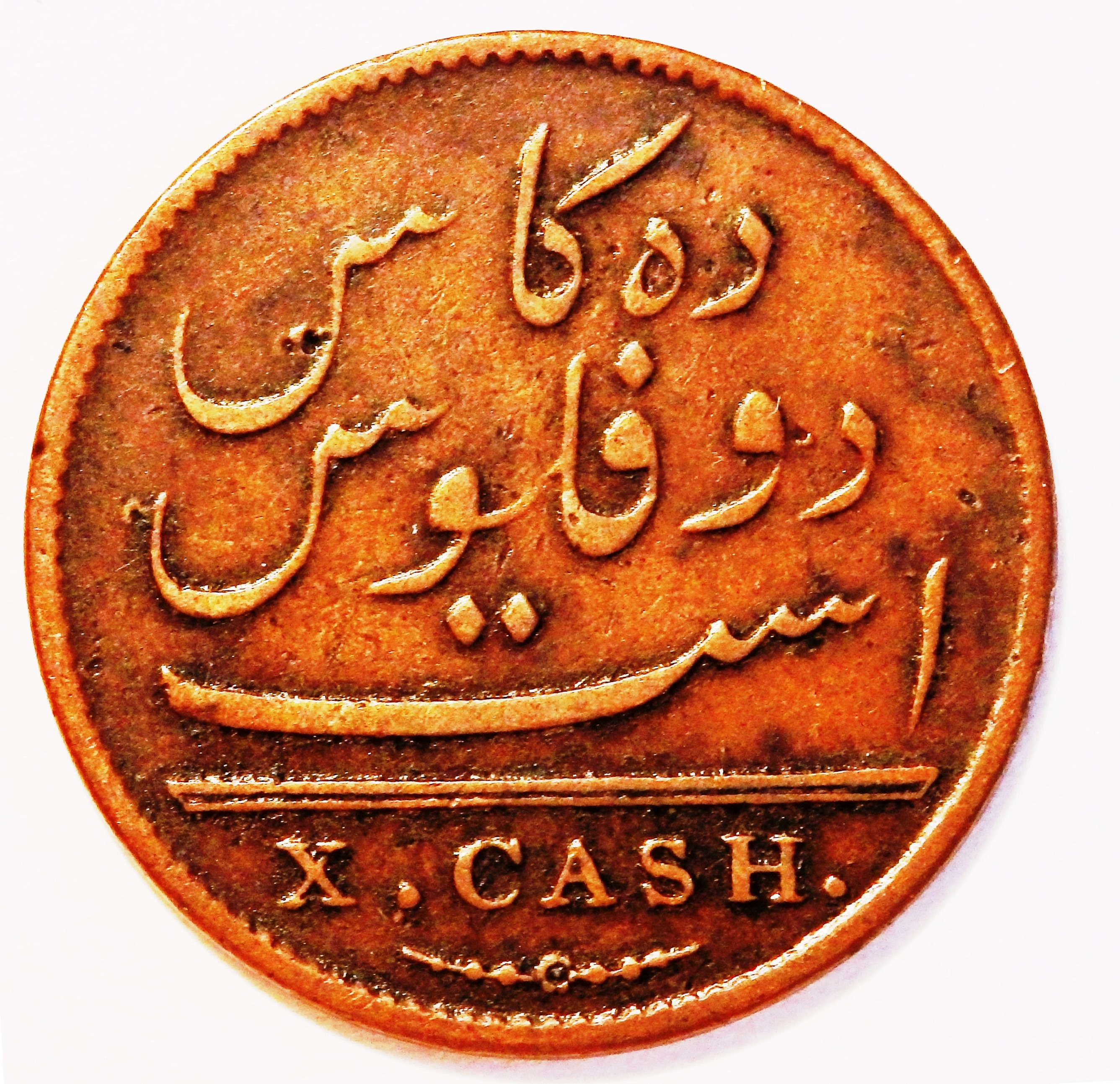
Wertseite X-Cashmünze der East India Company von 1808

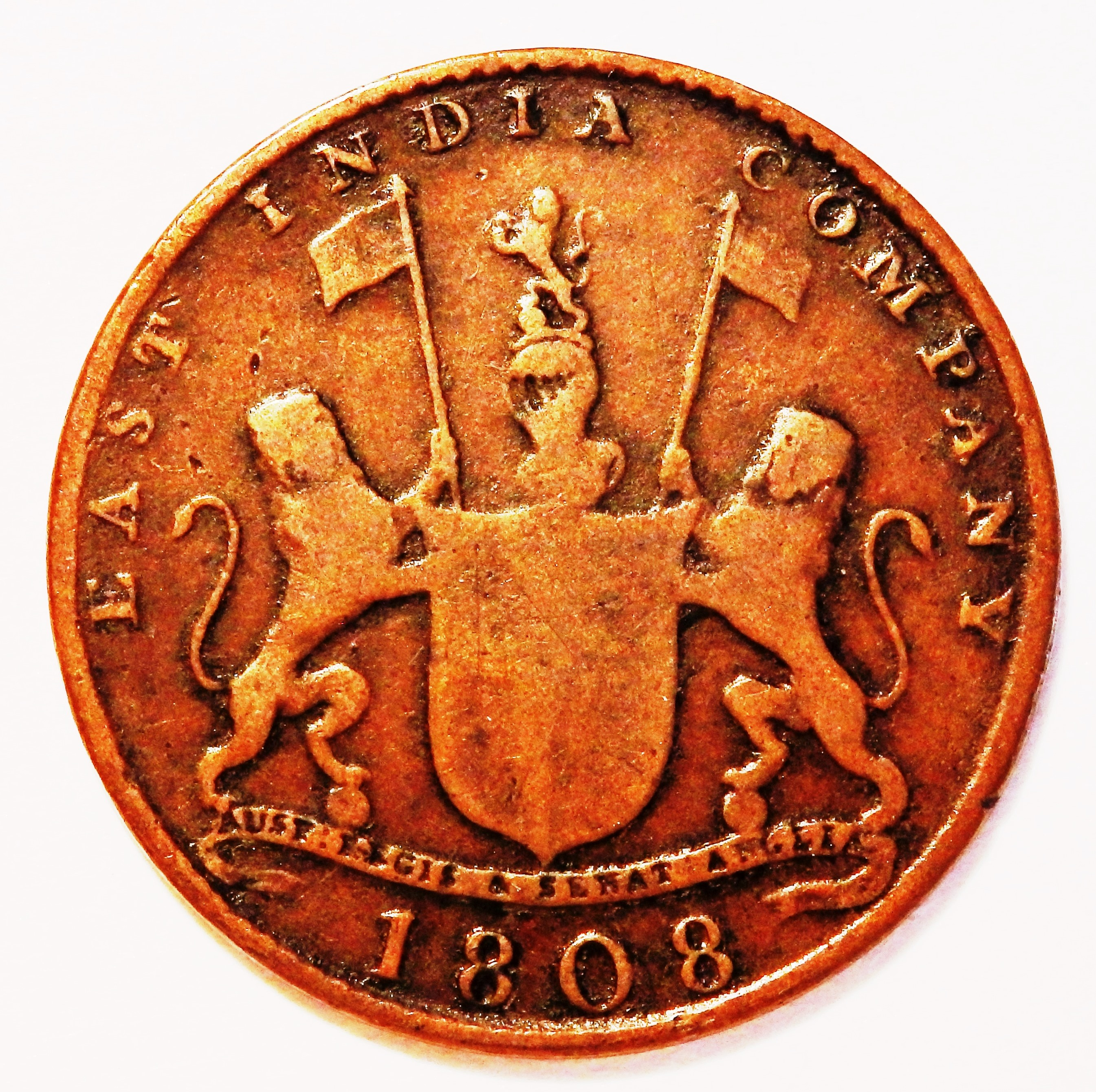
Wappenseite der X-Cashmünze, East India Company, Jahr 1808

Die Britische Ostindien-Kompanie (englisch British East India Company, BEIC), bis 1707 English East India Company (EIC), war eine von 1600 bis 1874 bestehende Kaufmannsgesellschaft für den Indienhandel, die nach dem Sieg über den Nawab von Bengalen in der Schlacht bei Plassey 1757 zum bestimmenden Machtfaktor in Indien aufstieg und die fast 200-jährige britische Kolonialherrschaft über das Land begründete.
Die BEIC entstand als erste von mehreren europäischen Ostindien-Kompanien, als Königin Elisabeth I. am 31. Dezember 1600 einer Gruppe reicher Londoner Kaufleute ein Privileg ausstellte. Dieses gestand den Governors and Company of merchants of London trading to the East-Indies das Recht zu, auf 15 Jahre den gesamten englischen Handel zwischen dem Kap der Guten Hoffnung im Westen und der Magellanstraße im Osten, also im gesamten Bereich des Indischen und des Pazifischen Ozeans abzuwickeln. Sie erhielt ein Siegel, konnte ihren Gouverneur und die 24 Direktoren selbst wählen und durfte sich selbst Korporationsgesetze („by-laws“) geben.
Zunächst rüstete die Gesellschaft mit 72.000 Pfund Sterling fünf Schiffe aus, die unter der Führung von Kapitän James Lancaster am 5. Juni 1602 bei Aceh auf Sumatra landeten. 1604 und 1610 folgten weitere Expeditionen dieser Art. Eine Gesandtschaft an den Großmogul Jahangir erwirkte das Recht, Handelsstationen an der Westküste von Vorderindien einzurichten. Dieses Recht konnte die Kompanie aber erst nach dem Sieg über die widerstrebenden Portugiesen im Jahre 1612 wahrnehmen. In Madras und Hugli konnte sie erst 1640 Fuß fassen, da sie dort auf die Gegenwehr der konkurrierenden Niederländischen Ostindien-Kompanie (VOC) traf.
Karl II. bestätigte am 3. April 1661 die früheren Privilegien und verlieh der Kompanie auch die Zivilgerichtsbarkeit, die Militärgewalt und das Recht, mit den „Ungläubigen“ in Indien Krieg zu führen und Frieden zu schließen. Zudem belehnte er die Kompanie mit der Stadt Bombay, die er als Mitgift seiner portugiesischen Ehefrau Katharina erhalten hatte. Karls Nachfolger Jakob II. verlieh ihr das Recht, Festungen zu bauen, Truppen auszuheben und Münzen zu schlagen, um sie der VOC gleichzustellen. 1694 wurden die Privilegien erneut bestätigt, jedoch nur unter großen Protesten der vom Monopol ausgeschlossenen Kaufmannschaft im Londoner Parlament. Auf zunehmende Kritik stießen auch die drückenden Herrschaftspraktiken der Kompanie in ihren indischen Besitzungen. Die englische Regierung erteilte deshalb 1698 einer Konkurrenzgesellschaft die gleichen Rechte wie der „Company of Merchants“. Diese war daher gezwungen, sich 1708 mit ihrer Konkurrentin zur „United East-India Company“ zusammenzuschließen. Danach blühten die Geschäfte der Gesellschaft in nie gekanntem Ausmaß auf. Sie gewann zusehends an Einfluss auf die politischen Verhältnisse in Indien und wurde nach Plassey 1757 zu deren dominierendem Faktor.
Die Verwaltung teilte sich in dieser Zeit in die Präsidentschaft Bengalen, die Präsidentschaft Bombay und die Präsidentschaft Madras. Mit Warren Hastings wurde 1773 zum ersten Mal ein Generalgouverneur von Ostindien ernannt.
Erst 1784 wurde die Kompanie durch das Indien-Gesetz der Regierung Pitt unter die Aufsicht einer staatlichen Kontrollbehörde gestellt. Diese fungierte als Ministerialabteilung und beaufsichtigte die Anstellung der höheren Beamten, Richter und Heerführer der Kompanie. In Handelsangelegenheiten behielt die BEIC jedoch vorerst ihre alte Selbstständigkeit. 1813 verlor sie ihre Sonderrechte auf den Handel, behielt aber die oberste Gewalt in den bürgerlichen und militärischen Angelegenheiten. Zunehmende Aufstände, zuletzt derjenige der Sipahi 1857, führten dazu, dass das britische Parlament die Rechte der Kompanie durch den Government of India Act vom 2. August 1858 auf die Krone übertrug. Die letzte Sitzung der Direktoren fand am 30. August 1858 statt. 1874 wurde sie endgültig aufgelöst.

## Bedeutung
Von ihrem Hauptquartier in der Leadenhall Street in London organisierte sie die Gründung der britischen Kolonie Indien. Im Jahr 1718 erhielt die Gesellschaft ein kaiserliches Dekret vom Mogulkaiser in Indien, der sie von der Zahlung von Zöllen in Bengalen befreite. Dadurch erhielt sie einen bedeutenden Vorteil gegenüber ihren Konkurrenten und expandierte stark, zumal Indiens Anteil am Welthandel damals etwa 27 Prozent betrug.
Ein entscheidender Sieg durch Sir Robert Clive in der Schlacht bei Plassey 1757 ließ die Britische Ostindien-Kompanie auch zu einem militärischen Machtfaktor werden. Bis zum Jahr 1760 konnten die Franzosen weitgehend aus Indien vertrieben werden. Nur an der Küste verblieben einige französische Handelsniederlassungen, so auch Pondicherry. Das reiche Bengalen fiel vollständig an England.
Die Kompanie hatte auch Interessen entlang der Routen von Großbritannien nach Indien. Schon 1620 versuchte die Kompanie, die Gegend um den Tafelberg im heutigen Südafrika zu beanspruchen. Später besetzte und beherrschte sie St. Helena. Ebenso wurden Niederlassungen in Hongkong und Singapur etabliert. Die Kompanie engagierte William Kidd, um gegen die Piraterie vorzugehen. Ebenfalls erweiterte sie die Teeproduktion in Indien. Ein anderes denkwürdiges Ereignis in der Kompaniegeschichte war die Bewachung des Gefangenen Napoleon Bonaparte auf St. Helena. Auch bildeten ihre Waren den Gegenstand der Boston Tea Party in der Kolonie Amerika.
Die Flagge der Britischen Ostindien-Kompanie soll als Vorlage für die US-Flagge Stars and Stripes gedient haben. Die britische Flagge stammt aus den Gründungsjahren im 17. Jahrhundert, Stars and Stripes wurde 1777 geschaffen.
Die Werften der Ostindien-Kompanie dienten als Vorbild für diejenigen in Sankt Petersburg, Teile ihrer Verwaltung sind in der indischen Bürokratie erhalten geblieben und ihre Gesellschaftsstruktur war das erfolgreichste Modell einer Aktiengesellschaft.
Die Tributforderungen von Managern der Kompanie an das Schatzamt in Bengalen trugen zur großen Hungersnot 1770 bis 1773 bei, die Millionen von Menschenleben forderte.

## Geschichte

### Die Gründungsjahre
Die Gesellschaft wurde als The Governor and Company of Merchants of London Trading into the East Indies von einer Gruppe unternehmungslustiger und einflussreicher Geschäftsmänner gegründet, die einen königlichen Freibrief mit einem exklusiven Recht (Monopol) des Indienhandels für eine Dauer von 15 Jahren erhielt. Die Kompanie hatte 125 Anteilseigner und ein Grundkapital von 72.000 Pfund. Anfänglich konnte sie jedoch die niederländische Kontrolle über den Gewürzhandel kaum erschüttern. Auch gelang es ihr zunächst nicht, einen dauerhaften Stützpunkt in Indien zu errichten. Schließlich erreichten ihre Schiffe Indien und legten in Surat an. Dort wurde dann auch 1608 ein Handelsstützpunkt errichtet. In den folgenden zwei Jahren konnte sie ihr erstes Handelskontor in Machilipatnam an der Koromandelküste in der Bucht von Bengalen aufbauen. Die hohen Gewinne, die von der Kompanie in Indien gemeldet wurden, veranlassten König James I., auch anderen britischen Handelsgesellschaften Lizenzen zu erteilen. Doch 1609 erneuerte er den Freibrief der Kompanie für unbestimmte Zeit, mit der Einschränkung, dass der Freibrief nach drei aufeinanderfolgenden Jahren ohne Gewinne außer Kraft treten würde. Verhandlungen mit der Niederländischen Ostindien-Kompanie über einen Zusammenschluss beider Gesellschaften scheiterten 1615.

### Niederlassungen in Indien
Ihre Händler waren häufig in Zusammenstöße mit ihren niederländischen Konkurrenten im Indischen Ozean verwickelt. Vielleicht sah man die Nutzlosigkeit von Handelskriegen in fernen Gewässern ein, jedenfalls entschlossen sich die Briten, die Möglichkeiten einer dauerhaften Niederlassung auf dem indischen Festland zu erkunden. Man veranlasste die britische Regierung, eine diplomatische Initiative zu beginnen. 1615 wurde Sir Thomas Roe von James I. beauftragt, den Mogulkaiser Jahangir aufzusuchen, der 70 Prozent des Subkontinents beherrschte. Das Ziel dieser Mission war es, ein Handelsabkommen abzuschließen, das der britischen Ostindien-Kompanie exklusive Rechte geben würde, sich in Surat und anderen Gegenden niederzulassen und Kontore zu gründen. Im Gegenzug bot die Kompanie an, den Kaiser mit Waren und Luxusgütern aus Europa zu versorgen. Die Mission war überaus erfolgreich, und Jahangir übermittelte ein Schreiben an James I., in dem er schrieb:

„Auf die Versicherung Ihrer königlichen Liebe hin habe ich allgemeinen Befehl an alle Königreiche und Häfen meiner Herrschaft gegeben, alle Händler der englischen Nation als die Untertanen meines Freundes zu empfangen; dass sie, wo auch immer sie wählen zu wohnen, sie vollkommene Freiheit ohne Einschränkung genießen; und wo auch immer sie ankommen sollen, weder Portugal noch irgendjemand anderes es wagen soll, ihre Ruhe zu stören; und wo auch immer sie sich niedergelassen haben, habe ich meine Gouverneure und Hauptleute angewiesen, ihnen diejenige Freiheit einzuräumen, die sie sich selbst wünschen; zu verkaufen, zu kaufen und in ihr Land zu transportieren, wie sie es belieben.
Zur Bestätigung unserer Liebe und Freundschaft wünsche ich mir von Ihrer Majestät, ihren Händlern zu befehlen, auf ihren Schiffen alle Arten von Luxusgütern und prächtige Waren zu transportieren, die meines Palastes würdig sind; und dass Sie mir Ihre königlichen Briefe bei jeder Gelegenheit senden, so dass ich mich Ihrer Gesundheit und erfolgreichen Angelegenheiten erfreuen kann; dass unsere Freundschaft gegenseitig und ewig währte.“

### Der Weg zum vollkommenen Monopol

#### Expansion

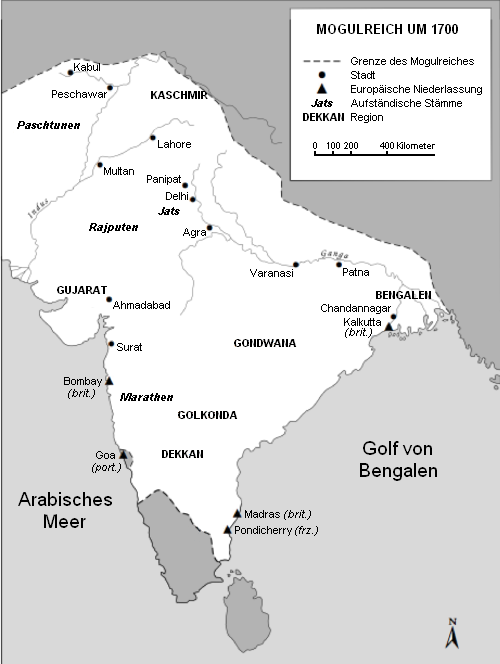
Mogulkaiserreich um 1700

Mit derartiger Unterstützung gelang es der Kompanie bald, die Portugiesen zu übertreffen, die Niederlassungen in Goa und Bombay gegründet hatten. Ihr gelang es, Niederlassungen in Surat (Kontorgründung 1612), Madras (1639), Bombay (1668) und Kalkutta zu gründen. Im Jahr 1647 hatte die Kompanie 23 Kontore und 90 Angestellte in Indien. Die Hauptkontore wurden die Festungen Fort William in Bengalen, Fort St. George in Madras und Bombay Castle. Im Jahr 1634 erweiterte der Mogulkaiser seine Gastfreundschaft für die englischen Händler in der Region Bengalen (und im Jahr 1717 befreite einer seiner Nachfolger sie vollständig von den Zöllen für Waren). Das Kerngeschäft der Kompanie waren nun Baumwolle, Seide, Indigo-Farbstoff, Salpeter und Tee. Während der gesamten Zeit versuchte sie, in das niederländische Gewürzmonopol in der Straße von Malakka vorzudringen. Im Jahr 1711 errichtete die Kompanie eine Handelsniederlassung in Kanton, China, um mit Silber Tee einzukaufen; dies war der Beginn des britischen Chinahandels. 1657 erneuerte Oliver Cromwell den Freibrief von 1609, und veranlasste geringfügige Veränderungen in der Eigentümerstruktur der Kompanie.
Die Stellung der Kompanie wurde durch die Wiederherstellung der Monarchie in Großbritannien erhöht. Durch eine Folge von 5 Gesetzeserlässen um das Jahr 1670 stattete König Charles II. sie mit den Rechten aus, selbstständig Territorien zu erwerben, Geld zu prägen, Festungen und Truppen zu befehligen, Bündnisse einzugehen, Krieg zu erklären, Frieden zu schließen und sowohl Zivil- als auch Strafgerichtsbarkeit in den erworbenen Gebieten auszuüben. Die Kompanie, von Handelskonkurrenten, anderen imperialen Mächten und zeitweilig feindlich gesinnten einheimischen Herrschern umgeben, hatte einen wachsenden Bedarf an militärischem Schutz. Deshalb war die Freiheit, ihre militärischen Angelegenheiten selbst zu regeln, ein willkommenes Geschenk, und die Kompanie stellte ab 1680 rasch ihre eigenen Streitkräfte auf, die sie hauptsächlich aus der einheimischen Bevölkerung rekrutierte. Somit lässt sich darüber diskutieren, ob die Kompanie ab 1689 auf dem indischen Festland einen Staat darstellte, da sie weitgehend souverän war. Sie verwaltete die riesigen Gebiete von Bengalen, Madras und Bombay und verfügte über eine erhebliche militärische Schlagkraft.

#### Handelsmonopol
Da die Angestellten der Kompanie zum Teil reich waren, konnten sie in ihre Heimat zurückkehren. So standen ihnen dann die Türen zur Macht offen. Daraus folgend entwickelte die Kompanie ihre eigene Lobby im Parlament. Trotz allem geriet sie unter Druck ehrgeiziger Geschäftsleute und früherer Partner der Kompanie (abschätzig von der Kompanie Gesprächspartner genannt), die ebenfalls private Handelsfirmen in Indien etablieren wollten. Dies führte zur Verabschiedung eines Deregulierungsgesetzes 1694. Dieses Gesetz erlaubte es jeder englischen Firma, mit Indien zu handeln, sofern es nicht ausdrücklich durch ein Parlamentsgesetz verboten war. Hierdurch wurde der Freibrief aufgehoben, der beinahe 100 Jahre in Kraft gewesen war. Durch ein Gesetz von 1698 wurde eine neue „parallele“ Ostindien-Kompanie (offiziell English Company Trading to the East Indies genannt) ins Leben gerufen, die über eine staatliche Bürgschaft von 2 Millionen Pfund verfügte. Doch bald erwarben die mächtigen Anteilseigner der alten Kompanie für 315.000 Pfund Anteile an dem neuen Konzern und beherrschten die Gesellschaft. Die beiden Gesellschaften konkurrierten eine Zeit lang sowohl in England als auch in Indien um Marktanteile. Schnell wurde jedoch klar, dass die ursprüngliche Gesellschaft kaum messbaren Wettbewerb spürte. Beide Gesellschaften fusionierten im Jahr 1702 unter einem dreiseitigen Abkommen zwischen dem Staat und den zwei Gesellschaften. Diesem Abkommen zufolge lieh die fusionierte Gesellschaft dem Finanzministerium eine Summe von 3.200.000 Pfund und erhielt im Gegenzug für drei Jahre exklusive Handelsrechte – danach sollte die Situation erneut begutachtet werden. Die verschmolzene Gesellschaft wurde zur United Company of Merchants of England Trading to the East Indies (Vereinigte Gesellschaft der Händler Englands, die mit Ostindien handeln).
In den folgenden Jahrzehnten entwickelte sich ein Hin-und-Her zwischen der Lobby der Ostindien-Kompanie und dem Parlament. Die Kompanie versuchte, ihre Privilegien dauerhaft zu etablieren, während das Parlament nicht freiwillig die Möglichkeit aufgeben wollte, die Gewinne der Kompanie abzuschöpfen. Im Jahr 1712 erneuerte ein Gesetz den Status der Kompanie, doch die Verbindlichkeiten wurden zurückgezahlt. Im Jahr 1720 kamen 15 % der britischen Einfuhren aus Indien, und beinahe alle davon wurden über die Ostindien-Kompanie abgewickelt. Dies verstärkte den Einfluss ihrer Lobby. Im Jahr 1730 wurde die Lizenz durch ein neuerliches Gesetz bis 1766 verlängert.
Zu dieser Zeit wurden Großbritannien und Frankreich zu erbitterten Rivalen, und es kam zu häufigen Gefechten zwischen ihnen um die Kontrolle ihrer kolonialen Erwerbungen. Im Jahr 1742 fürchtete die britische Regierung die finanziellen Auswirkungen eines Krieges und stimmte der Ausweitung des Handelsmonopols der Ostindien-Kompanie mit Indien bis 1783 zu. Im Gegenzug erhielt sie einen weiteren Kredit von einer Million Pfund. Die Gefechte mündeten in dem befürchteten Krieg, und zwischen 1756 und 1763 lenkte der Siebenjährige Krieg die staatliche Aufmerksamkeit auf die Verstärkung und Verteidigung ihrer Territorien in Europa und Nordamerika. Der Krieg fand auch auf dem indischen Subkontinent statt, zwischen den Truppen der Ostindien-Kompanie und französischen Streitkräften. Um dieselbe Zeit gewann Großbritannien durch die von hier ausgehende industrielle Revolution einen Vorsprung vor den europäischen Rivalen. Die Nachfrage nach indischen Rohstoffen wurde durch den Bedarf der Wirtschaft und zur Unterhaltung der Truppen in Kriegszeiten angeschoben. Die Ostindien-Kompanie wurde zum größten einzelnen Teilnehmer im britischen Welthandel, besaß eine unangreifbare Position und Einfluss auf die Entscheidungsprozesse der Regierung.

#### Kolonialmonopol
Der Krieg endete mit einer Niederlage der französischen Streitkräfte und begrenzte die französischen imperialen Ambitionen. Auch begrenzte die Niederlage den Einfluss der industriellen Revolution in den französischen Gebieten. General Robert Clive, 1. Baron Clive, führte die Ostindien-Kompanie zu einem bemerkenswerten Sieg gegen Joseph François Dupleix, den Kommandeur der Franzosen in Indien, und eroberte Fort St. George von diesen zurück. Durch den Vertrag von Paris (1763) wurden die Franzosen gezwungen, ihren Handel durch kleine Enklaven in Pondicherry, Mahé, Karaikal, Yanam und Chandernagor ohne militärische Präsenz abzuwickeln. Obwohl diese kleinen Außenposten für zwei Jahrhunderte in französischem Besitz blieben, wurden die französischen Ambitionen auf indische Gebiete de facto begraben. Der Ostindien-Kompanie wurde dadurch ein größerer potenzieller Wettbewerber erspart. Im Gegensatz dazu war die Ostindien-Kompanie nach diesem Sieg und mit dem Rückhalt ihrer Armee in der Lage, ihren Einfluss weiter auszudehnen.

#### Lokaler Widerstand
Die Ostindien-Kompanie erfuhr jedoch weiterhin Widerstand von einheimischen Herrschern. Robert Clive, 1. Baron Clive, führte die Streitkräfte der Kompanie gegen Siraj-ud-Daula, der über französische Unterstützung verfügte, in der Schlacht bei Plassey 1757 zum Sieg. Hierdurch beseitigte er den letzten nennenswerten Widerstand in Bengalen. Dieser Sieg entfremdete die Briten und die Mogulkaiser, denen Siraj als autonomer Herrscher gedient hatte. Aber das Mogulkaiserreich befand sich nach dem Tod von Aurangzeb bereits im Niedergang und zerbrach in der Folge in Stücke und Enklaven. Nach der Schlacht von Baksar übergab der nur noch formal herrschende Kaiser, Shah Alam, die Verwaltungsrechte über Bengalen, Bihar und Orissa. So wurde Clive zum ersten britischen Gouverneur von Bengalen. Haidar Ali und Tipu Sultan, die legendären Herrscher von Mysore, machten den Briten das Leben schwer. Sie hatten sich mit den Franzosen verbündet und setzten ihren Kampf gegen die Kompanie mit den vier Kriegen von Mysore fort. Mysore wurde schließlich 1799 von den Briten eingenommen. Dabei wurde Tipu erschlagen. Mit dem allmählichen Machtverlust des Marathenreichs in der Folge des Krieges mit den Briten sicherten sich diese Bombay und dessen Umgebung. Bei diesen Feldzügen bewies Arthur Wellesley, der spätere Herzog von Wellington, das erste Mal seine Fähigkeiten, die schließlich zu seinem Sieg in Spanien und in der Schlacht bei Waterloo führten. Ein besonders bemerkenswertes Zusammentreffen von Streitkräften unter seinem Kommando war die Schlacht von Assaye. Damit sicherten sich die Briten das gesamte südliche Indien (mit Ausnahme der französischen Enklaven und einiger einheimischer Herrscher), Westindien sowie Ostindien. Die letzten Überreste der lokalen Verwaltung waren auf die nördlichen Regionen um Delhi, Avadh, Rajputana und Punjab begrenzt, wo sich die Präsenz der Kompanie inmitten der lokalen Auseinandersetzungen und zweifelhaften Schutzangeboten seitens der Kompanie immer weiter ausdehnte. 1848, nach dem Ersten und Zweiten Sikh-Krieg wurde auch der Punjab dem Gebiet der Kompanie angegliedert. Drohungen und Diplomatie verhinderten, dass die einheimischen Herrscher sich gegen die Kompanie verbünden konnten. In den hundert Jahren zwischen dem Sieg in der Schlacht von Plassey bis zum großen indischen Aufstand von 1857 entwickelte die Kompanie sich immer mehr von einer Handelsgesellschaft in einen Staat.

### Regulierung der Angelegenheiten der Ostindien-Kompanie

#### Finanzielle Schwierigkeiten
Obwohl die Ostindien-Kompanie bei der Unterwerfung widerspenstiger Staaten immer brutaler und ehrgeiziger vorging, wurde es von Tag zu Tag offensichtlicher, dass die Kompanie nicht in der Lage war, die riesigen neu erworbenen Gebiete zu verwalten. Die Hungersnot von Bengalen, bei der ein Sechstel der einheimischen Bevölkerung ums Leben kam, ließ zu Hause die Alarmglocken schrillen. Die Ausgaben für Militär und Verwaltung in Bengalen stiegen wegen des Niedergangs der Produktivität steil an. Zur selben Zeit herrschte in ganz Europa wirtschaftliche Stagnation und Depression, ausgelöst durch die Nachwehen der industriellen Revolution. Großbritannien wurde mit einer Rebellion in Nordamerika (einem der Hauptimporteure für Tee) konfrontiert, und Frankreich stand am Rande einer Revolution. Die Direktoren der Ostindien-Kompanie versuchten durch einen Appell an das Parlament, den Bankrott abzuwenden. Hierin baten sie um finanzielle Unterstützung. Daraufhin wurde der Tea Act von 1773 erlassen, in dem der Kompanie größere Autonomie bei der Abwicklung ihres Handels in Nordamerika eingeräumt wurde. Durch die monopolistischen Aktivitäten wurde jedoch die Boston Tea Party ausgelöst. Dies war eines der wichtigsten Ereignisse, die später zum Amerikanischen Unabhängigkeitskrieg führten.

#### Regulierungsgesetz von 1773
Nachdem die Vereinigten Staaten die Unabhängigkeit von Großbritannien erlangt hatten, wechselte der Blickpunkt der Briten auf die andere Seite des Globus nach Indien. Die für Indien bestimmten Armeen als auch diejenigen der Ostindien-Kompanie wuchsen, und mit ihnen auch die Betriebskosten. Die Kompanie wurde durch den Regulating Act for India 1773 gezwungen, sich einer Abfolge von Reformen der Verwaltung und der Wirtschaftlichkeit zu unterziehen. Trotz hartnäckigen Widerstandes der Ostindien-Lobby im Parlament und durch die Anteilseigner der Kompanie wurde das Gesetz verabschiedet. Es führte bedeutsame Kontrollen durch die Regierung ein und ermöglichte es, Land formal unter die Kontrolle der Krone zu stellen, danach jedoch auf zwei Jahre zur Pacht von 40.000 Pfund an die Ostindien-Kompanie abzugeben. Unter diesen Bedingungen wurde der Gouverneur von Bengalen Warren Hastings in den Rang eines Generalgouverneurs befördert. Ihm unterstand die Verwaltung von ganz Britisch-Indien. Diese sahen vor, dass seine Nominierung in Zukunft durch einen Viererrat geschehen sollte, der durch die Krone ernannt wurde. Ihm wurde die Macht über Krieg und Frieden gegeben. Außerdem sollten britische Juristen nach Indien gesandt werden, um die Anwendung britischen Rechts sicherzustellen. Der Generalgouverneur und der Rat hatten damit vollständige legislative Kompetenzen. So wurde Warren Hastings zum ersten Generalgouverneur von Indien. Der Ostindien-Kompanie wurde es erlaubt, ihr Handelsmonopol zu behalten. Im Gegenzug musste sie alle zwei Jahre einen Betrag an die Krone leisten und sich verpflichten, ein Minimum an Waren nach Großbritannien zu exportieren. Auch die Verwaltungskosten mussten durch die Kompanie aufgebracht werden. Diese Bedingungen, die zunächst von der Kompanie begrüßt wurden, hatten jedoch ein negatives Nachspiel: der Kompanie waren jährliche Lasten auferlegt, und ihre finanzielle Situation verschlechterte sich anhaltend.

#### Niedergang der Ostindien-Kompanie
In der Zwischenzeit fiel Hastings beim Viererrat in Ungnade. Der Rat kehrte nach Großbritannien zurück und leitete ein Verfahren wegen Korruption gegen ihn ein, das schließlich zu seiner Absetzung führte. Der Regulating Act wurde als Fehlschlag betrachtet, da auf Anhieb klar wurde, dass die Abgrenzung der Kompetenzen zwischen der Regierung und der Kompanie in höchstem Maße ungewiss und Auslegungssache war. Die Regierung fühlte sich auch verpflichtet, humanitäre Gesuche zu beachten, die sich um eine bessere Behandlung der einheimischen Bevölkerung in britisch-besetzten Gebieten bemühten. Edmund Burke, ein früherer Anteilseigner der Ostindien-Kompanie und Diplomat fühlte sich veranlasst, die Situation durch das Einbringen einer India Bill 1783 zu entschärfen. Das Gesetz wurde jedoch auf Grund intensiver Lobbyarbeit durch die Ostindien-Kompanie und wegen des Vorwurfs der Vetternwirtschaft bei der Benennung von Räten verworfen. Trotz allem war dieses Gesetz ein wichtiger Schritt hin zur Zurückdrängung der Ostindien-Kompanie, und in dem Indien-Gesetz von 1784 wurde der Konflikt friedlich beigelegt. Hierin wurde die Kontrolle von Regierung und Handel zwischen der Krone und der Kompanie sauber abgegrenzt. Nach diesem Wendepunkt funktionierte die Kompanie als reguliertes Tochterunternehmen der Krone, und die Kompanie dehnte ihren Einfluss auf die benachbarten Gebiete durch Zwang und Drohungen aus. In der Mitte des 19. Jahrhunderts erstreckte sich die Herrschaft der Kompanie über weite Teile Indiens, Burmas, Singapur und Hongkong, rund 20 % der Weltbevölkerung standen unter ihrer Kontrolle.
Die britische Einflusssphäre dehnte sich weiter aus; im Jahr 1845 wurde die dänische Kolonie Tranquebar durch Großbritannien erworben. Die Kompanie hatte bei verschiedenen Gelegenheiten ihren Einfluss in China, auf den Philippinen und auf Java ausgeweitet. Ihren kritischen Mangel an Barmitteln zum Erwerb von Tee behob die Gesellschaft dabei durch den Export von in Indien hergestelltem Opium nach China. Die Anstrengungen Chinas, diesen Handel zu unterbinden, führten zum Ersten Opiumkrieg mit Großbritannien.

### Das Ende
Die Anstrengungen der Kompanie, Indien zu verwalten, dienten der britischen Zivilverwaltung als Vorbild, besonders im 19. Jahrhundert. Nachdem die Kompanie 1833 ihr Handelsmonopol verloren hatte, wurde sie wieder zu einer reinen Handelsgesellschaft. Im Jahr 1858 verlor die Kompanie ihre Verwaltungsfunktion an die britische Regierung, nachdem ihre indischen Soldaten meuterten (Indischer Aufstand von 1857).
Dies geschah mit dem Government of India Act 1858, den das britische Parlament am 2. August 1858 unter dem Einfluss Palmerstons verabschiedete. Kernpunkte des Gesetzes waren:
- die Übernahme aller Territorien in Indien von der Ostindien-Kompanie, die zugleich die ihr bisher übertragenen Macht- und Kontrollbefugnisse verlor.
- die Regierung der Besitzungen im Namen der Königin Victoria als Kronkolonie. Es wurde ein Secretary of State for India an die Spitze der behördlichen Verwaltung gestellt.
- die Übernahme allen Vermögens der Gesellschaft und das Eintreten der Krone in alle zuvor geschlossenen Verträge und Abmachungen.

Danach wurde Britisch-Indien zu einer formellen Kronkolonie. In den folgenden Jahren wurden die Besitztümer der Kompanie durch die Krone verstaatlicht. Die Kompanie verwaltete noch immer den Teehandel im Auftrag der Regierung, besonders nach St. Helena.
Durch den East India Stock Dividend Redemption Act wurde die Kompanie am 1. Januar 1874 aufgelöst. Die Times berichtete:

„Sie erreichte ein Werk, das als solches in der Menschheitsgeschichte nie zuvor von einem anderen Unternehmen versucht wurde, und das als solches wohl in Zukunft auch nicht wiederholt werden wird.“

## Governor-Generals von 1773 bis 1858
Die Verwaltung teilte sich in die Präsidentschaft Bengalen (englisch: Bengal Presidency), die Präsidentschaft Bombay und die Präsidentschaft Madras. Mit Warren Hastings wurde 1773 zum ersten Mal ein Generalgouverneur von Ostindien ernannt.
Liste der Generalgouverneure
| Generalgouverneur                    | Amtszeit                              | Ereignisse |
| ------------------------------------ | ------------------------------------- | --- |
| Warren Hastings                      | 20. Oktober 1773 – 1. Februar 1785    | Hungersnot in Bengalen 1770 (1769–73) Rohilla-Krieg (1773–74) Erster Marathenkrieg (1777–83) Chalisa-Hungersnot (1783–84) Zweiter Mysore-Krieg (1780–1784) |
| Charles Cornwallis                   | 12. September 1786 – 28. Oktober 1793 | Cornwallis Code (1793) Permanent Settlement Cochin unter britischer Kontrolle (1791) Dritter Mysore-Krieg (1789–92) Doji-bara-Hungersnot (1791–92) |
| John Shore                           | 28. Oktober 1793 – März 1798          | East India Company Army reorganisiert Erster Pazhassi-Aufstand in Malabar (1793–97) Jaipur (1794) und Travancore (1795) unter britischem Einfluss. Andamanen besetzt (1796) Kontrolle der Küstenregion von Ceylon von Niederländischer Ostindien-Kompanie übernommen (1796) |
| Richard Wellesley                    | 18. Mai 1798 – 30. Juli 1805          | Nizam von Hyderabad unterzeichnet von Wellesley entworfene Subsidiary alliance (1798) Vierter Mysore-Krieg (1798–99) Zweiter Pazhassi-Aufstand in Malabar (1800–1805) Nawab von Oudh tritt Gorakhpur und Rohilkhand sowie Allahabad, Fatehpur, Kanpur, Etawah, Mainpuri, Etah und Mirzapur ab (Ceded Provinces, 1801) Vertrag von Bassein (1802) mit Peshwa Baji Rao II. Schlacht bei Delhi (1803) im Zweiten Marathenkrieg (1803–05) Doab, Delhi und Agra sowie Teile von Bundelkhand vom Marathaenreich annektiert (1805)            |
| Charles Cornwallis (2. Amtszeit)     | 30. Juli 1805 – 5. Oktober 1805       | Nach finanziellen Schwierigkeiten sollte Cornwallis die Lage der Kompanie konsolidieren. Cornwallis starb aber in Ghazipur. |
| George Hilario Barlow (locum tenens) | 10. Oktober 1805 – 31. Juli 1807      | Meuterei in Vellore (10. Juli 1806) |
| Lord Minto                           | 31. Juli 1807 – 4. Oktober 1813       | Invasion von Java Besetzung von Mauritius |
| Marquess of Hastings                 | 4. Oktober 1813 – 9. Januar 1823      | Gurkha-Krieg (1814) Annektierung von Kumaon, Garhwal, und Ost-Sikkim. Dritten Marathenkrieg (1817–18) Rajputana erkennt britische Suzeränität an (1817) Gründung von Singapur (1818) Kutch erkennt britische Suzeränität an (1818) Baroda erkennt britische Suzeränität an (1819) Gründung der Central India Agency (1819) |
| Lord Amherst                         | 1. August 1823 – 13. März 1828        | Erster Anglo-Birmanischer Krieg (1823–26) Annexion von Assam, Manipur, Arakan und Tenasserim von Birma |
| William Bentinck                     | 4. Juli 1828 – 20. März 1835          | Verbot der Witwenverbrennungen (1829) Thuggee and Dacoity Suppression Acts (1836–48) Mysore unter britischer Kontrolle (1831–81) Bahawalpur erkennt britische Suzeränität an (1833) Coorg annektiert (1834) |
| Lord Auckland                        | 4. März 1836 – 28. Februar 1842       | Bildung der North-Western Provinces (1836) Einführung des Postwesens (1837) Agra Famine (1837–38) Aden besetzt (1839) Erster Anglo-Afghanischer Krieg (1839–1842) Schlacht von Gandamak (1842) |
| Lord Ellenborough                    | 28. Februar 1842 – Juni 1844          | Annexion des Sindh (1843) Indian Slavery Act (1843) |
| Henry Hardinge                       | 23. Juli 1844 – 12. Januar 1848       | Erster Sikh-Krieg (1845–46) Sikhs treten Jullundur Doab, Hazara und Kaschmir im Vertrag von Lahore ab (1846) Verkauf von Kaschmir an Gulab Singh von Jammu im Vertrag von Amritsar (1846) |
| Marquess of Dalhousie                | 12. Januar 1848 – 28. Februar 1856    | Zweiter Sikh-Krieg (1848–1849) Annexion des Punjab und der North-West Frontier Province (1849–56) Aufbau der Indian Railways (1850) Caste Disabilities Removal Act (1850) Erste Telegraphenleitung in Indien (1851) Zweiter Anglo-Birmanischer Krieg (1852–53) Annexion von Nieder-Birma Gangeskanal eröffnet (1854) Annexion von Satara (1848), Jaipur und Sambalpur (1849), Nagpur und Jhansi (1854) nach der Doctrine of Lapse. Annexion von Berar (1853) und Awadh (1856) Erste Briefmarken (1854) Erster Telegraphendienst (1855) |
| Charles Canning                      | 28. Februar 1856 – 1. November 1858   | Hindu Widows Remarriage Act (25. Juli 1856) Erste indische Universitäten gegründet (Januar–September 1857) Sepoy-Aufstand (10. Mai 1857 – 20. Juni 1858) überwiegend in der North-Western Frontier Province und Oudh Auflösung der English East India Company mit dem Government of India Act 1858 |

## Armee und zivile Verwaltung

### Armee
Karl II. verlieh der Kompanie die Militärgewalt und das Recht, mit den „Ungläubigen“ in Indien Krieg zu führen und Frieden zu schließen. Karls Nachfolger Jakob II. verlieh ihr das Recht, Festungen zu bauen und Truppen auszuheben. Spätestens der Sieg durch Sir Robert Clive, 1. Baron Clive in der Schlacht bei Plassey 1757 ließ die Britische Ostindien-Kompanie auch zu einem militärischen Machtfaktor werden. 1793 wurde die British East India Company Army reorganisiert. Jede der drei Presidencies erhielt eine eigene Armee: Die sogenannten Presidency Armies waren die 1756 gegründete Bengal Army, die 1757 gegründete Madras Army und die seit 1662 bestehende Bombay Army.
Die Armeen der British East India Company umfassten um 1800 ca. 200.000 Soldaten, die überwiegend aus einheimischen Sepoys und häufig britischen Offizieren bestand. Daneben existierten aber auch Regimenter mit Mannschaften aus dem Mutterland sowie Fremdenregimenter, die bspw. in den Vereinigten Niederlanden, Württemberg oder in der Schweiz angeworben wurden.
Als 1858 die Territorien der Handelsgesellschaft der Krone unterstellt wurden, gingen ihre Regimenter mit einheimischen Mannschaften zur Britisch-Indischen Armee über, während die Regimenter mit Mannschaften aus dem Mutterland in die British Army bzw. die British Army in India übernommen wurden.

### Eigene Ausbildung der Angestellten
Die British East India Company übernahm frühzeitig die eigene Ausbildung der zivilen Angestellten in Großbritannien.
1806 beauftragte die Gesellschaft den Architekten William E Wilkins mit dem Bau eines Colleges zur Ausbildung ihrer Zivilangestellten für Indien. Auf der Heide von Hertford, in der Nähe des Herrenhauses von Haileybury, erstellte er ein großes Gebäude im neoklassizistischen Stil. Hier erfuhren Jungen zwischen 16 und 18 Jahren, die von ihren Direktoren für eine „writership“ ausgewählt waren, ihre allgemeine und berufliche Ausbildung in zwei Jahren für den Dienst der Kompanie in Indien. In Indien erfolgte dann eine weitere Ausbildung in Fort William in Kalkutta, u. a. um die Sprache zu lernen. Haileybury College war eines der herausragenden Zentren für Lehren und Lernen und legte den Grundstein für viele Generationen, die später Indien an maßgeblicher Stelle regierten. Das Internat der East India Company bestand 50 Jahre und schloss 1858, als die britische Regierung die Verwaltung Indiens übernahm.

## Film
- The Birth of Empire: The East India Company. 2-episodige Dokumentarfilm-Serie, GB 2014, jeweils 60 Min.